# Fare cappotto
L'espressione fare cappotto indica, in particolar modo nell'ambito sportivo, una vittoria dalle proporzioni clamorose.

## Definizione
Il ricorso alla locuzione — talvolta abbreviata semplicemente in «cappotto» — è comune sia in discipline individuali (tra cui il tennis) che di squadra (per esempio calcio o pallavolo), riferendosi ad una vittoria conseguita con ampio margine oppure senza che l'avversario abbia totalizzato punti.
Nel baseball è invece diffuso il termine "shutout", per indicare un lanciatore in grado di non far realizzare alcun punto alla formazione opponente.

## Etimologia
L'origine storica dell'espressione risulta incerta, con fonti che fanno riferimento al linguaggio proprio della pratica venatoria o ittica: in tal senso il termine sottende un'esperienza conclusa senza conquiste, mantenendo solamente il capo d'abbigliamento indossato durante l'attività. In base ad altri studi la nascita sarebbe invece da collegare all'ironia rivolta verso un avversario sconfitto, cui è metaforicamente riconosciuto un "cappotto" da vestire per difendersi dal peso dell'umiliante disfatta.
Ulteriori ricerche tracciano le radici etimologiche nella lingua provenzale, in cui attorno al 1642 nacque la locuzione «faire capot» (derivata dal francese «capoter», «rovesciarsi»). La lingua italiana accolse il termine nel 1797, in un dizionario redatto da Francesco Alberti di Villanova: la definizione si riferiva alla piena vittoria di un gioco, senza che l'opponente avesse riportato alcun punto a proprio favore. Si diffusero in seguito anche le espressioni roue de biciclette («ruota di bicicletta» in francese) e bagel, quest'ultima comune soprattutto negli Stati Uniti per indicare un pane ebraico di forma tonda: in entrambi i casi, tali termini fanno riferimento alla forma circolare che ricorda lo 0.